# Фарм-Луп
Фарм-Луп (англ. Farm Loop) — статистически обособленная местность в боро Матануска-Суситна штата Аляска (США). Входит в зону переписи населения Анкориджа.

## География
Фарм-Луп находится на западном берегу реки Матануски в 68 километрах от Анкориджа. Через местность проходит шоссе Гленн. Фарм-Луп окружён местностями Фишхук, Буффало-Соапстоун, Лэзи-Маунтин и граничит с городом Палмер (Аляска).

## Население
По данным переписи 2010 года, население статистически обособленной местности составляло 1028 человек (из них 49,7 % мужчин и 50,3 % женщин), 361 домашних хозяйств и 281 семей. Средняя плотность населения составляла около 44,89 человек на один квадратный километр. Расовый состав: белые — 88,8 %, афроамериканцы — 0,8 %, коренные американцы — 4,2 %, азиаты — 0,9 % и представители двух и более рас — 4,9 %.
Из 361 домашнего хозяйства в 32,1 % — воспитывали детей в возрасте до 18 лет, 64,8 % представляли собой совместно проживающие супружеские пары, в 7,5 % семей женщины проживали без мужей, в 5,5 % семей мужчины проживали без жён, 22,2 % не имели семей. Средний размер домашнего хозяйства составил 2,83 человек, а средний размер семьи — 3,21 человек.
Средний доход на одно домашнее хозяйство в статистически обособленной местности составил 80 179 доллара США, а средний доход на одну семью — 89 583 долларов.
Население статистически обособленной местности по возрастному диапазону по данным переписи 2010 года распределилось следующим образом: 26,4 % — жители младше 18 лет, 4,7 % — между 18 и 21 годами, 59,8 % — от 21 до 65 лет и 9,1 % — в возрасте 65 лет и старше.
Согласно переписи Американского сообщества (неофициальная перепись населения) в 2010—2014 годах в численности населения наблюдается следующие изменения:
|  |